# Penta-erytritol
Penta-erytritol is een vierwaardig alcohol dat gebruikt wordt bij de productie van alkydharsen, harsesters, explosieven en smeermiddelen (de 'penta' in de naam wijst op de vijf koolstofatomen in de molecule). Het is een geurloze, witte, kristallijne vaste stof. Penta-erytritol is niet ingedeeld als een gevaarlijk product. De stof is niet gemakkelijk bioafbreekbaar, maar heeft een zeer laag potentieel voor bioaccumulatie.

## Synthese
Penta-erytritol wordt gemaakt uit formaldehyde en aceetaldehyde. Bij deze reactie worden ook dipenta-erytritol en tripenta-erytritol als nevenproducten gevormd. Er zijn bijgevolg verschillende kwaliteiten penta-erytritol op de markt, naargelang de hoeveelheid van deze onzuiverheden in het eindproduct: de meest voorkomende is "monopenta" met ca. 98% zuiverheid; daarnaast bieden de producenten ook "technische" kwaliteit aan (ca. 88% zuiverheid) en "nitraatkwaliteit" (ca. 99% zuiverheid).

## Toepassingen
Penta-erytritol is een intermediaire stof bij de productie van een aantal andere stoffen:
- Penta-erytritol is wereldwijd het meest gebruikte meerwaardige alcohol voor de productie van alkydharsen. 60 à 70% van alle penta-erytritol wordt hiervoor gebruikt. Alkydharsen zelf worden vooral in coatings gebruikt.
- synthetische smeermiddelen voor koelkastcompressoren
- harsesters die als tackifier (kleefkrachtversterker) in lijmen worden gebruikt
- de explosieve stof penta-erytritoltetranitraat (PETN)
- stabilisatoren voor polyvinylchloride, enz.